# Vanroyenella
Vanroyenella là một chi thực vật có hoa trong họ Podostemaceae.

## Loài
Chi Vanroyenella gồm các loài: